# Marilyn, dernières séances
Marilyn, dernières séances est un roman de Michel Schneider paru le 1er septembre 2006 aux éditions Grasset et ayant reçu le Prix Interallié la même année.

## Éditions
- Marilyn, dernières séances, éditions Grasset, 2006  (ISBN 2246703719).